# Carl-Erik Holmberg
Carl-Erik Holmberg (ur. 17 lipca 1906 w Göteborgu, zm. 5 czerwca 1991 w Göteborgu) – szwedzki piłkarz, grający na pozycji napastnika.

## Kariera klubowa
Całą karierę piłkarską Carl-Erik Holmberg występował w klubie Örgryte IS. Z Örgryte trzykrotnie zdobył mistrzostwo Szwecji w 1924, 1926, 1928. Indywidualnie Holmberg trzykrotnie był królem strzelców w 1926, 1928 i 1932.

## Kariera reprezentacyjna
W reprezentacji Szwecji Holmberg zadebiutował 13 czerwca 1926 zremisowanym 2-2 towarzyskim meczu z Czechosłowacją. Był to udany debiut, gdyż Holmberg w 89 min. ustalił wynik spotkania. Ostatni raz w reprezentacji wystąpił 1 lipca 1932 w przegranym 1-4 meczu Pucharu Nordyckiego z Norwegią. W 39 min. meczu zdobył jedyną bramkę dla Trzech Koron. W latach 1926–1932 rozegrał w reprezentacji 14 spotkań, w których 8 bramek. W 1934 József Nagy, ówczesny selekcjoner reprezentacji Szwecji powołał Holmberga na mistrzostwa świata. Na turnieju we Włoszech był rezerwowym i nie wystąpił w żadnym meczu.
| Mecze i gole w reprezentacji | Mecze i gole w reprezentacji | Mecze i gole w reprezentacji | Mecze i gole w reprezentacji | Mecze i gole w reprezentacji | Mecze i gole w reprezentacji | Mecze i gole w reprezentacji |
| #                            | Data                         | Miasto                       | Przeciwnik                   | Gol                          | Wynik                        |                              |
| ---------------------------- | ---------------------------- | ---------------------------- | ---------------------------- | ---------------------------- | ---------------------------- | ---------------------------- |
| 1.                           | 13.06.1926                   | Sztokholm                    | Czechosłowacja               | Gol                          | 2:2                          | towarzyski                   |
| 2.                           | 03.07.1926                   | Praga                        | Czechosłowacja               | Gol                          | 2:4                          | towarzyski                   |
| 3.                           | 18.07.1926                   | Sztokholm                    | Włochy                       | Gol                          | 5:3                          | towarzyski                   |
| 4.                           | 03.10.1926                   | Kopenhaga                    | Dania                        |                              | 0:2                          | Puchar Nordycki              |
| 5.                           | 19.06.1927                   | Sztokholm                    | Dania                        |                              | 0:0                          | Puchar Nordycki              |
| 6.                           | 26.06.1927                   | Oslo                         | Norwegia                     |                              | 5:3                          | Puchar Nordycki              |
| 7.                           | 04.09.1927                   | Sztokholm                    | Belgia                       | Gol                          | 7:0                          | towarzyski                   |
| 8.                           | 06.11.1927                   | Zurych                       | Szwajcaria                   |                              | 2:2                          | towarzyski                   |
| 9.                           | 13.11.1927                   | Amsterdam                    | Holandia                     |                              | 0:1                          | towarzyski                   |
| 10.                          | 14.06.1929                   | Solna                        | Finlandia                    | Gol                          | 3:1                          | Puchar Nordycki              |
| 11.                          | 28.09.1930                   | Sztokholm                    | Polska                       |                              | 0:3                          | towarzyski                   |
| 12.                          | 16.05.1931                   | Sztokholm                    | Finlandia                    | Gol                          | 7:1                          | towarzyski                   |
| 13.                          | 10.06.1932                   | Helsinki                     | Finlandia                    | Gol                          | 3:1                          | Puchar Nordycki              |
| 14.                          | 01.07.1932                   | Kopenhaga                    | Norwegia                     | Gol                          | 1:4                          | Puchar Nordycki              |